# حناء البقر ملونة السنابل
حناء البقر ملونة السنابل (بالإنجليزية: Erythrophleum chlorostachys)‏ نوع من الأشجار البقولية المُستوطنة إلى شمال أستراليا، من شمال شرق ولاية كوينزلاند إلى منطقة كيمبرلي في أستراليا الغربية. يُعرف هذا النوع عمومًا باسم الخشب الحديدي كوكتاون، وهو موجود على نطاق واسع من البيئات بدءًا من السافانا القاحلة إلى الغابات الاستوائية المطيرة. يُعد هذا النوع مصدرًا قيمًا للأخشاب، والذي يتميز بالصلابة الشديدة والكثافة بالإضافة إلى كونه مُقاومًا للغاية للنمل الأبيض.